# Ranganathaswamy-Tempel (Srirangam)

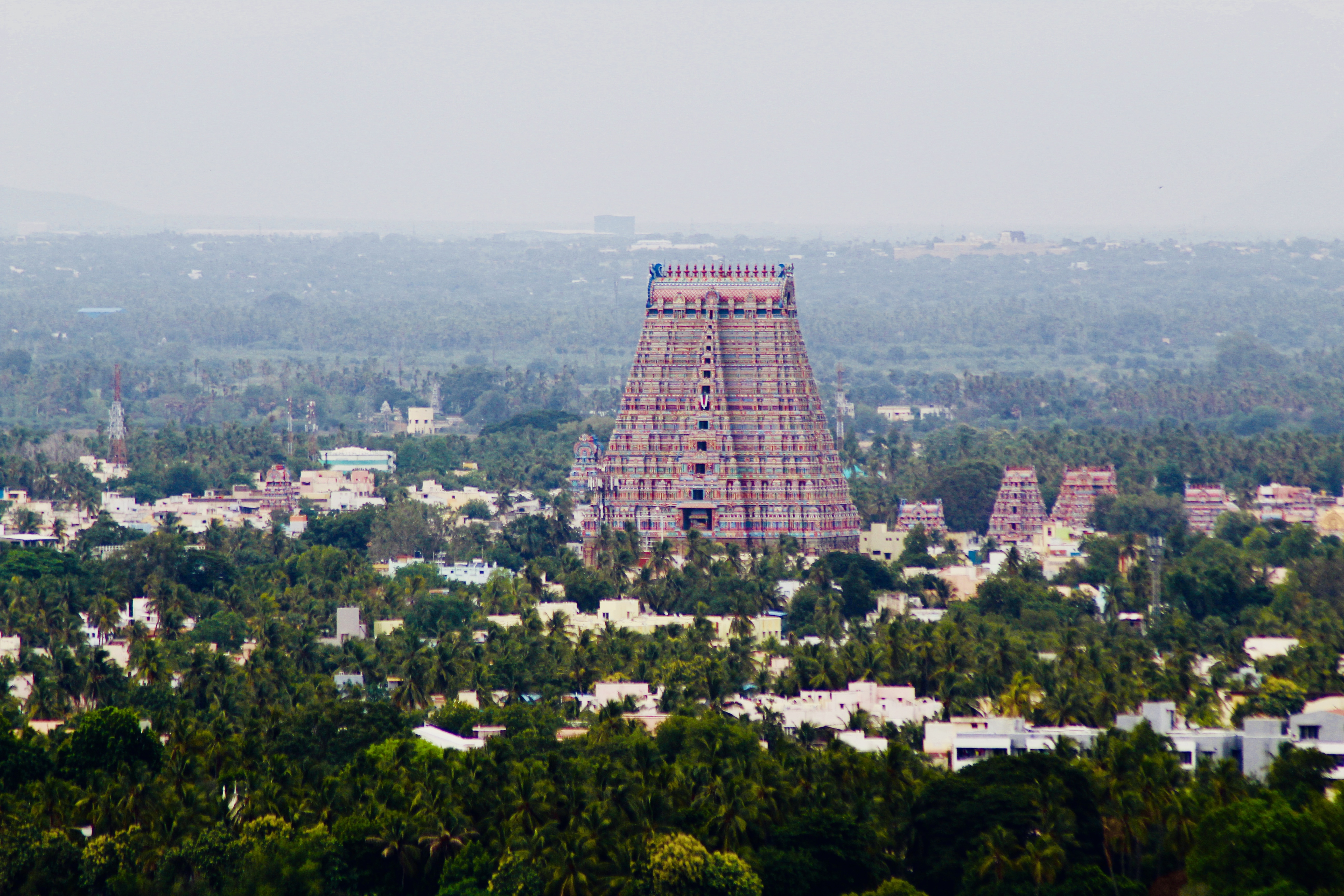
Ranganathaswamy-Tempel

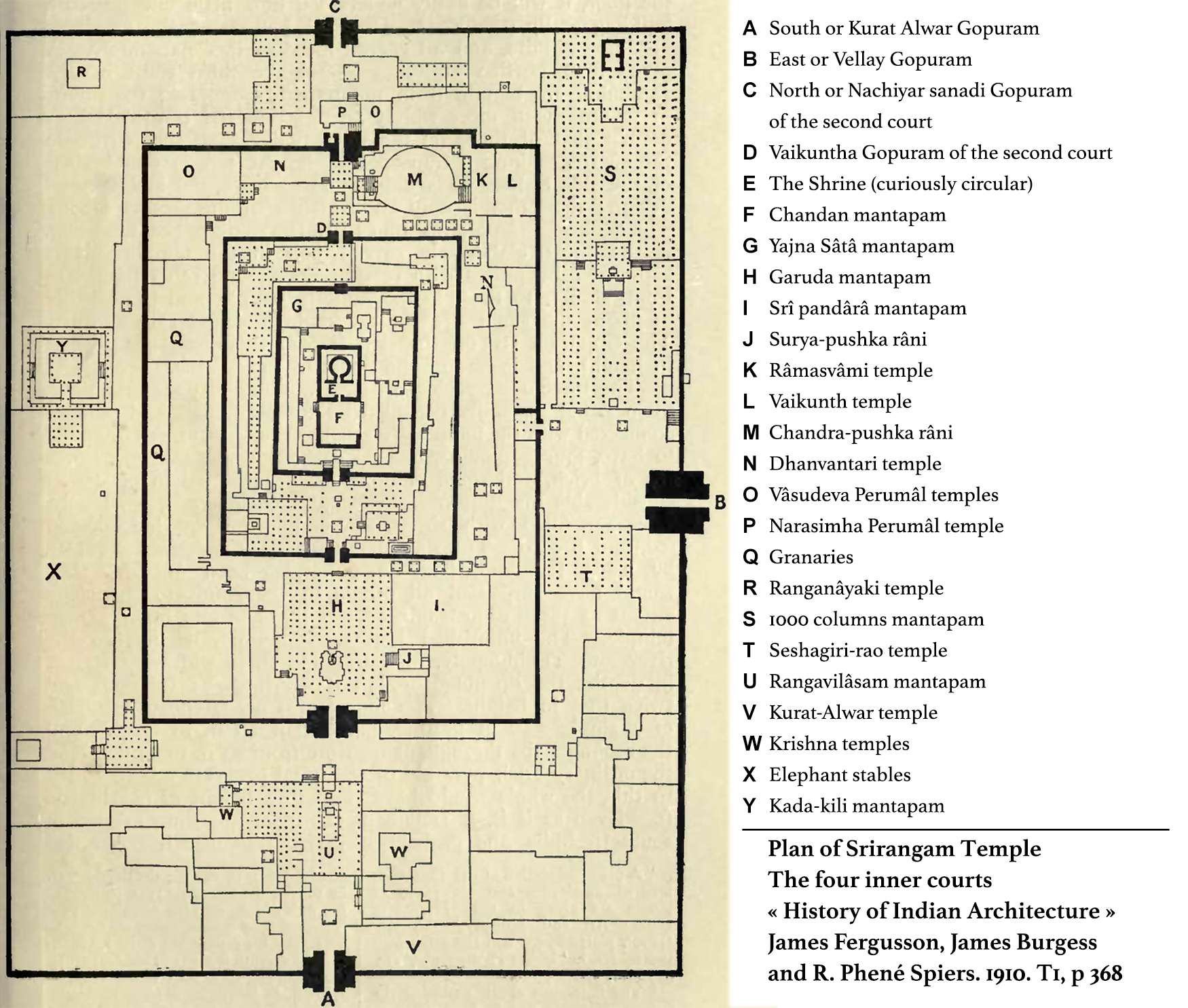
Grundriss der 4 inneren Bezirke des Tempels

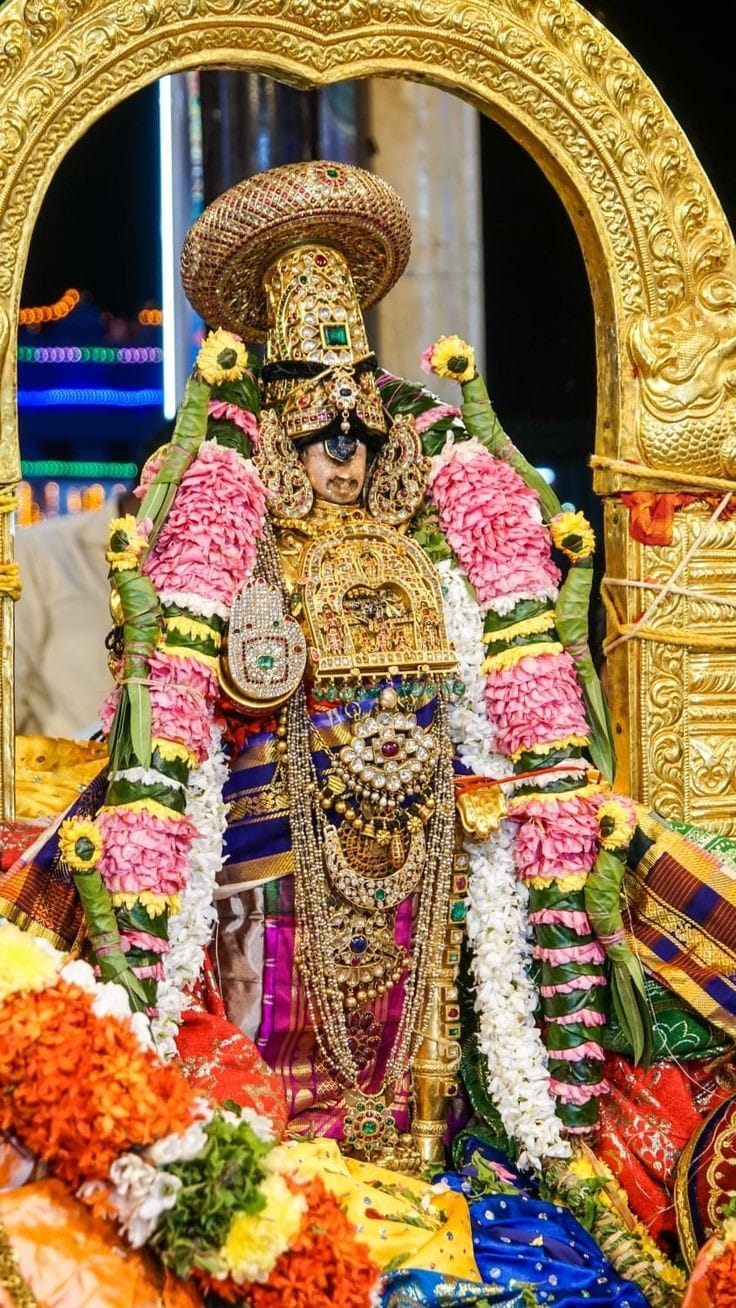
Reich geschmücktes Kultbild Ranganathas unter einem Torana-Bogen

Der dem Hindu-Gott Vishnu (ranganatha) und seiner Gemahlin Lakshmi (ranganayaki) geweihte Ranganathaswamy-Tempel in der Stadt Srirangam im südindischen Bundesstaat Tamil Nadu ist der flächenmäßig größte Hindutempel des Landes. Die hier praktizierte Sri-Vaishnava-Tradition, manchmal auch als „tamilischer Vishnuismus“ bezeichnet, ist eine der vier großen Unterströmungen des Vishnuismus. Darüber hinaus zählt der Tempel zu den 108 Divya Desams (divya = „heilig“; deśa = „Ort“), die von den Alvars in ihren Gedichten und Hymnen gepriesen wurden. Der Tempelkomplex war eine Wiege der später weltbekannt gewordenen Bhakti-Bewegung des Hinduismus. Seit dem Jahr 2014 steht er auf der Tentativliste des UNESCO-Welterbes.

## Lage
Der ca. 80 m hoch gelegene Tempelkomplex liegt auf einer Flussinsel des von den Hindus als Dakshina Ganga („Ganges des Südens“) bezeichneten Kaveri ca. 150 km vor deren Mündung in den Golf von Bengalen. Er ist nur ca. 12 km in nördlicher Richtung von der Großstadt Tiruchirappalli entfernt.

## Geschichte
Ein Tempel in Srirangam wird bereits in der Sangam-Periode, d. h. in der Zeit um Christi Geburt, erwähnt. Zur Zeit der Entstehung des Tempels befand sich hier das Grenzgebiet zwischen den Pallavas im Norden und den Pandyas im Süden. Nachfolgende Herrscher erneuerten die alten Bauten; man vermutet, dass die heutige Anlage im Wesentlichen auf die Chola (9.–13. Jh.) zurückgeht. Im frühen 14. Jahrhundert wurde er von den Truppen des Sultanats von Delhi zerstört, doch danach wieder aufgebaut. Die Anlage litt jedoch auch durch stetig wiederkehrende Überschwemmungen. Die den Bautenkomplex dominierenden und zum Teil riesigen (Höhe maximal 73 m) Tempeltore (gopurams) entstanden allesamt in der Spätzeit (16.–20. Jahrhundert).
Zahlreiche Inschriften aus der Zeit der jeweils regierenden Chola, Pandya, Hoysala und Vijayanagar machen deutlich, dass der Tempel nicht nur ein religiöses, sondern auch ein soziales und wirtschaftliches Zentrum der Region war. In seiner Nähe befanden sich mehrere Küchen zur Speisung der oft armen Pilger sowie Hospize zu deren Pflege; außerdem gab es Schulen. All dies wurde durch Stiftungen reicher Bürger und durch die Spenden wohlhabender Pilger finanziert.

## Architektur
Der annähernd 63 ha (= 630.000 m²) große und im für Südindien typischen dravidischen Stil erbaute Tempelkomplex besteht aus dem dreiteiligen Außenbezirk mit Wohn- und Geschäftshäusern, sowie aus vier kleiner werdenden ummauerten Bereichen mit insgesamt ca. 20 Torbauten (gopurams), 39 Pavillons, ca. 80 Schreinen, mehreren Hallen und 9 Tempelteichen; darüber hinaus gibt es mehrere gemauerte Getreidespeicher.
Der im Zentrum des Komplexes stehende Haupttempel ist im unteren Bereich steinsichtig (14. Jh.); der mit bemalten Figuren etc. bestückte obere Teil entstand hingegen erst im 17./18. Jahrhundert.

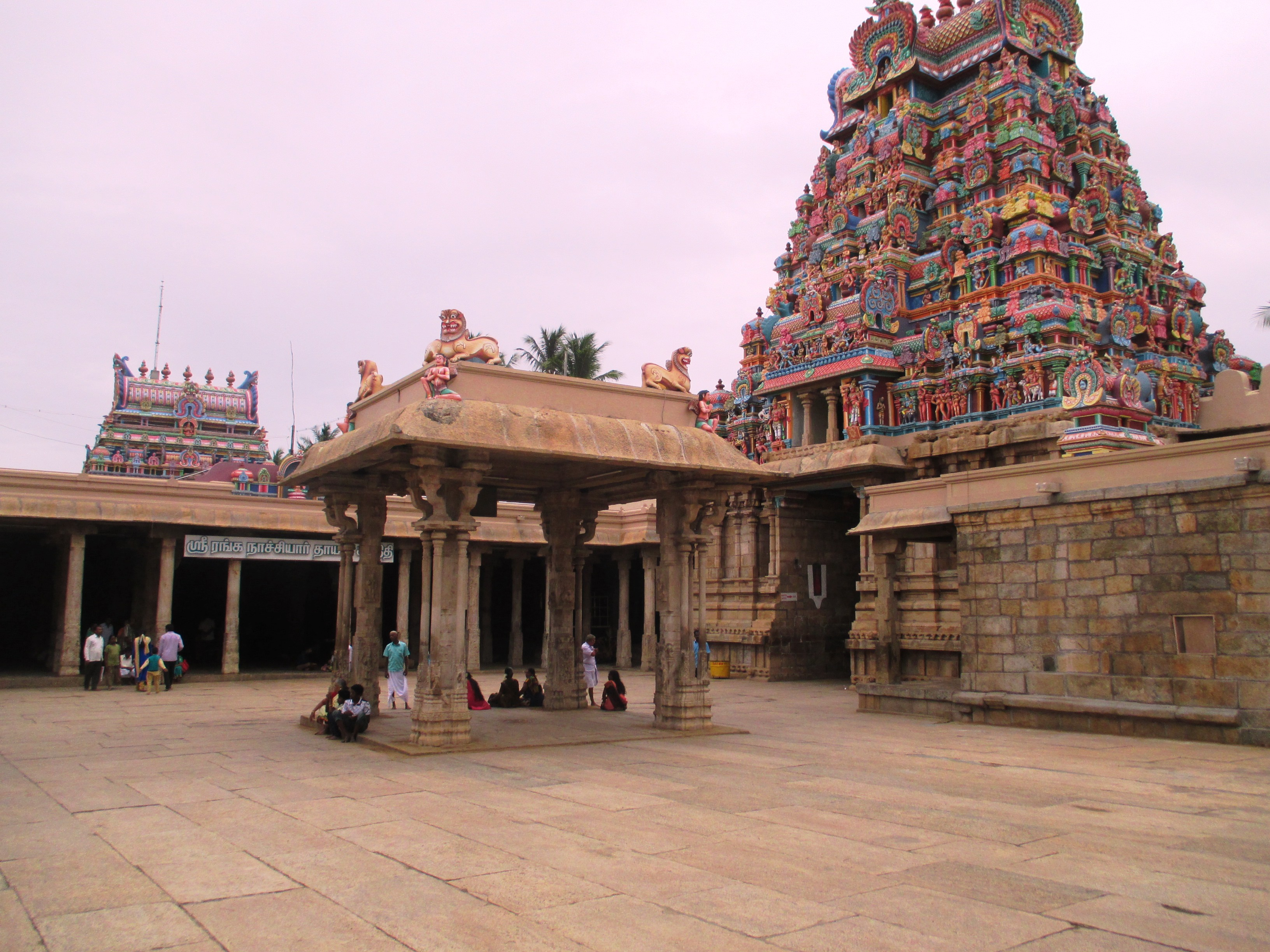
Innenhof mit bemalten Gopurams
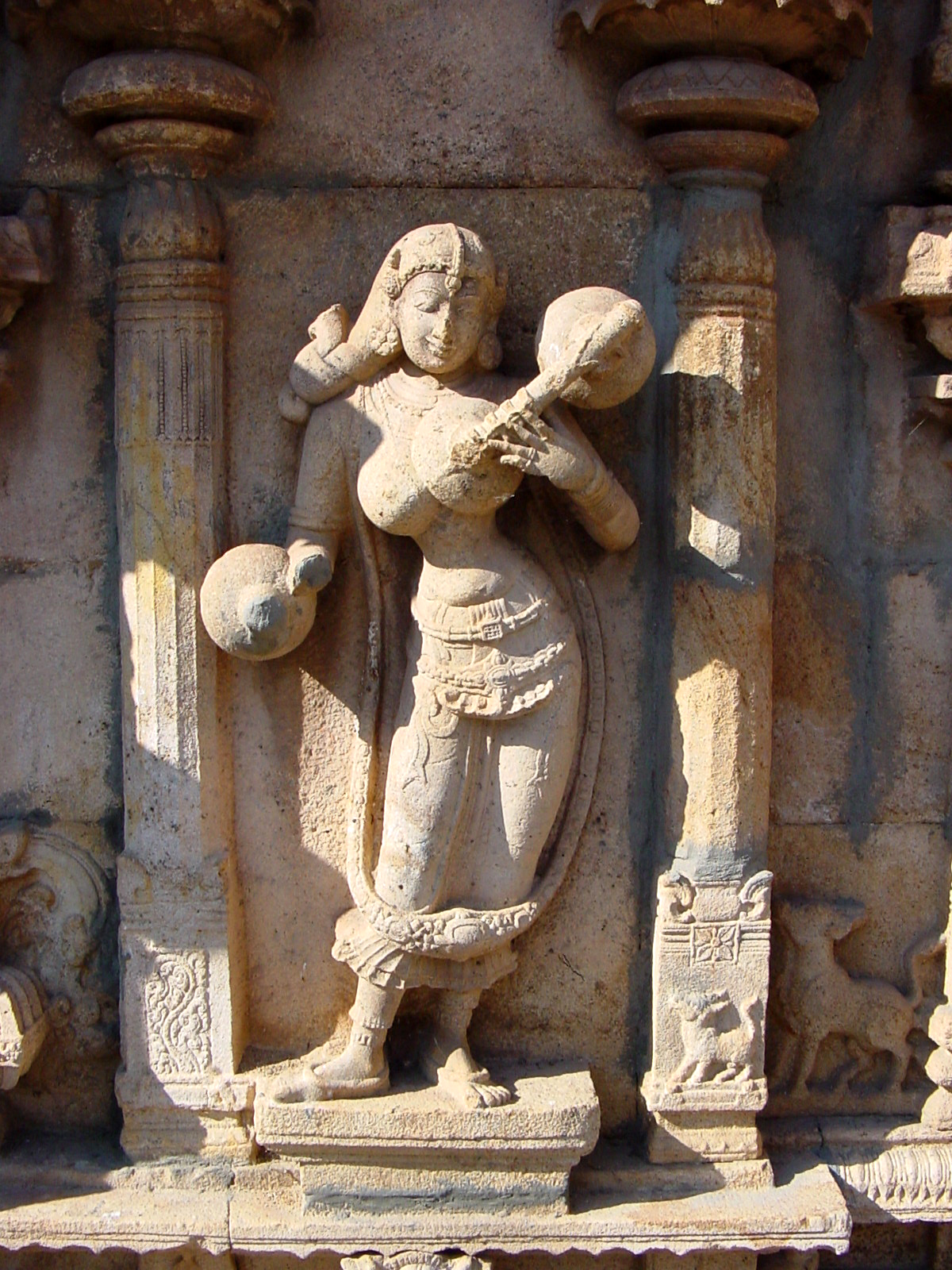
Musikantin
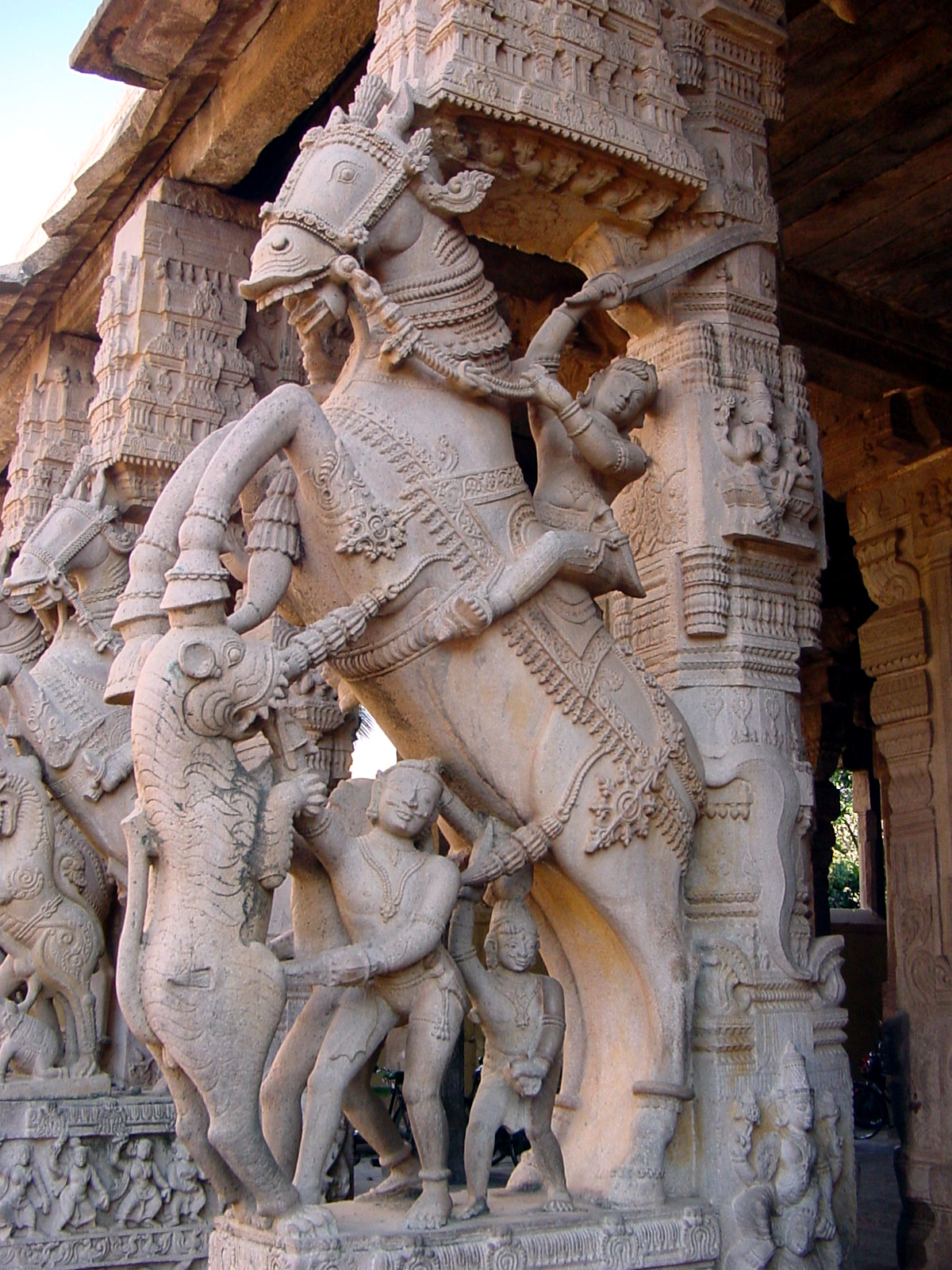
Vyala-Statuen
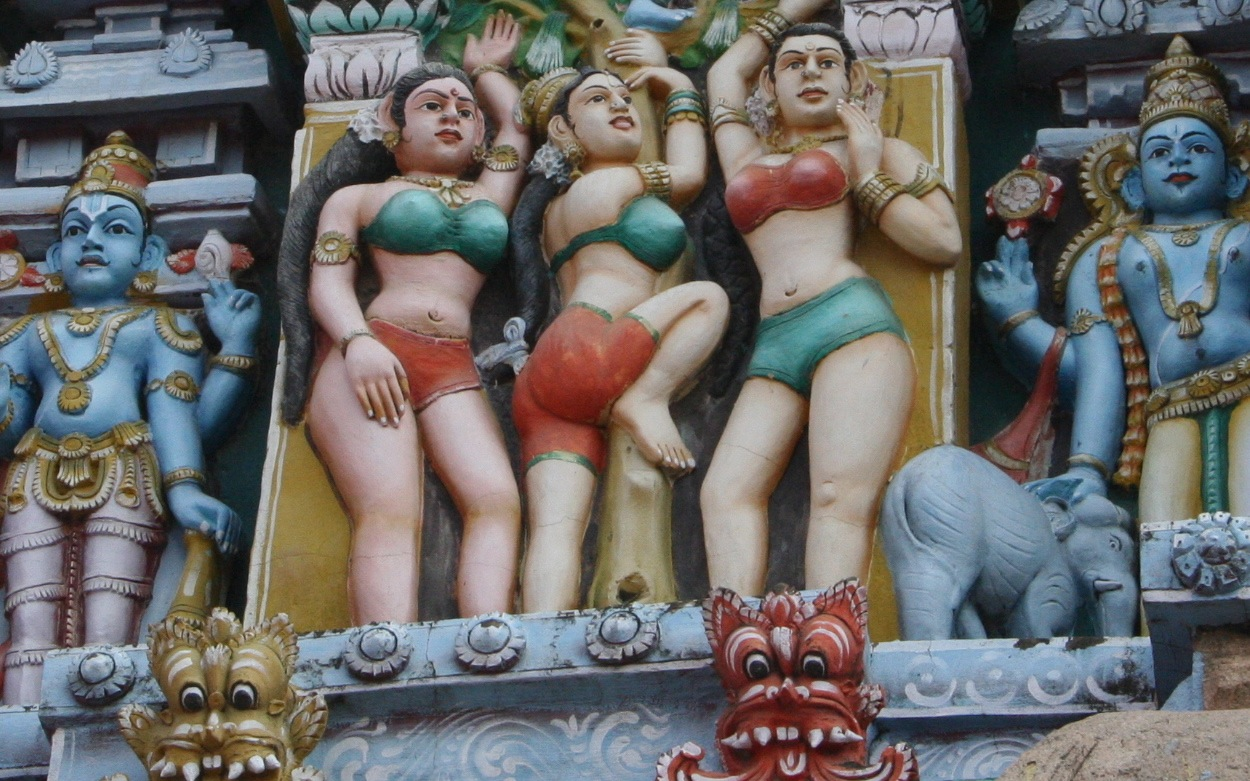
Götterstatuen und Salabhanjikas
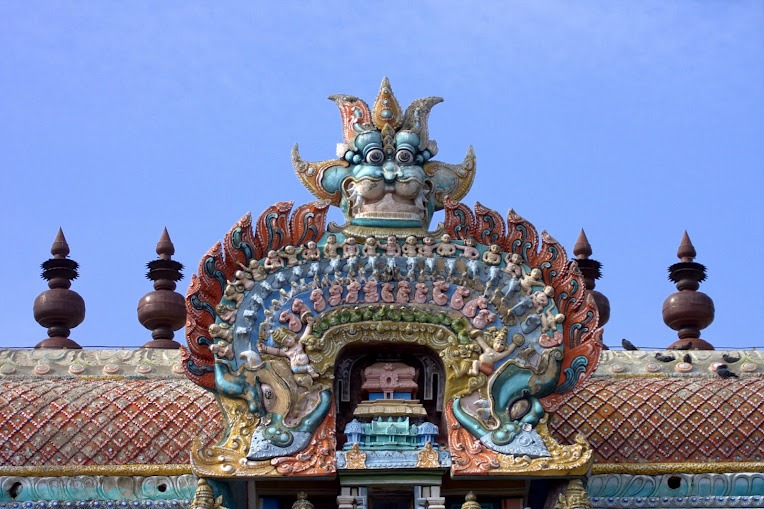
Kirtimukha-Emblem
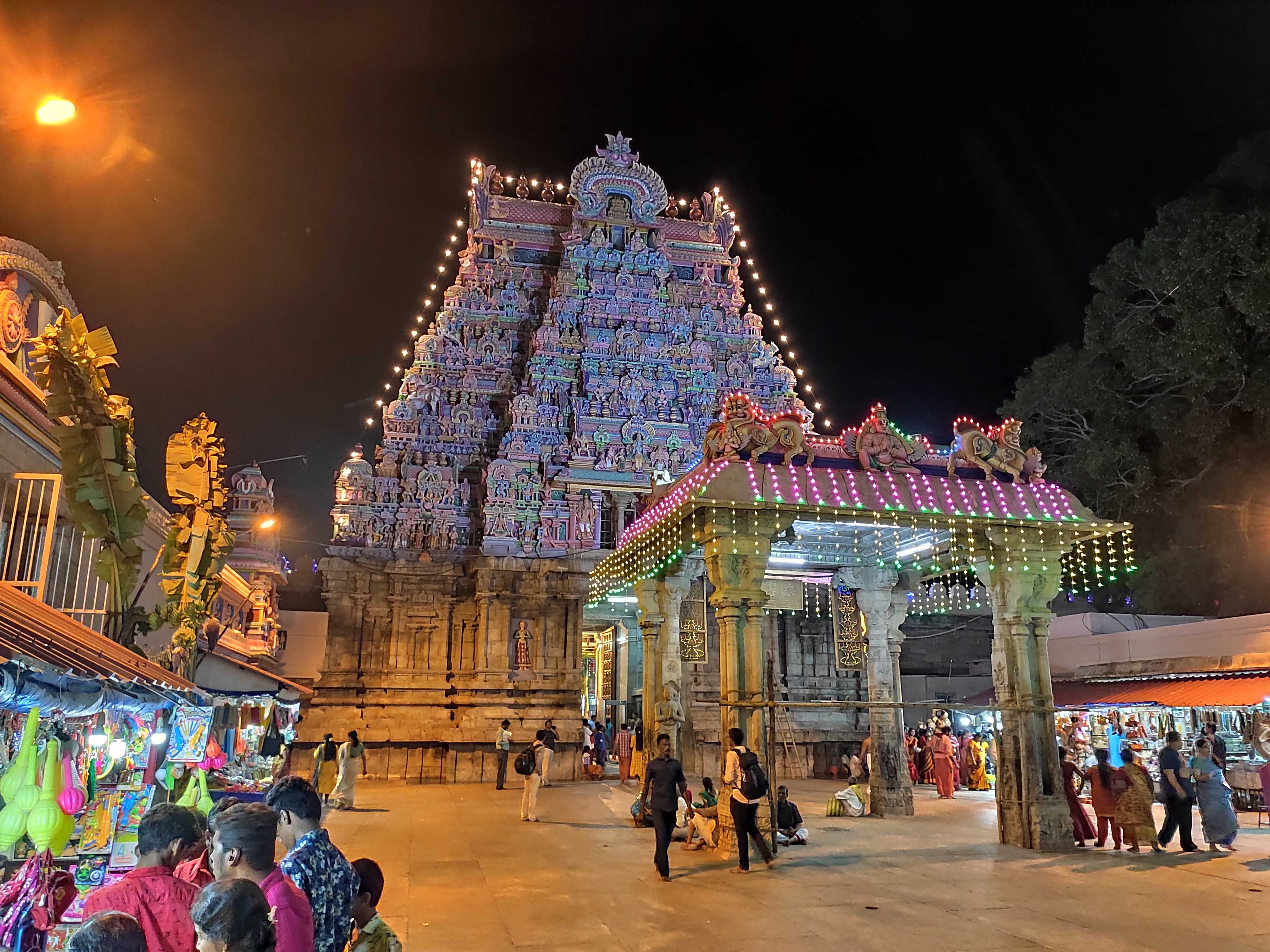
Haupttempel